# Zoubekite
La zoubekite è un minerale.